# Tyto mourerchauvireae
Espèce
Tyto mourerchauvireae est une espèce éteinte d'oiseaux strigiformes de la famille des Tytonidae, une des deux familles de chouettes.

## Aire de répartition
Cette effraie a été découverte en Sicile, en Italie.

## Paléoenvironnement
Elle a vécu durant le Pléistocène moyen.

## Étymologie
L'épithète spécifique est nommée en l'honneur de la paléontologue française Cécile Mourer-Chauviré (née en 1939).

## Taxinomie
Cette espèce a été décrite pour la première fois en 2004 par le naturaliste Marco Pavia.